# Bibliothèque Hocken

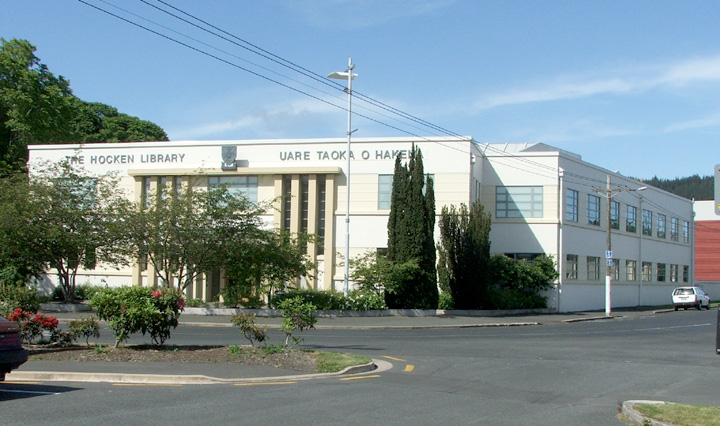
La Bibliothèque Hocken se trouve aujourd'hui dans une ancienne fabrique de fromage.

La Bibliothèque Hocken (aussi connue par son nom en maori du sud de Te Uare Taoka o Hākena) est une bibliothèque de recherche, centre d'archives historiques et galerie d'art néo-zélandaise d'importance nationale située à Dunedin. Elle est gérée par l'Université d'Otago.
La bibliothèque Hocken est notamment spécialisée dans les documents relatifs à l'histoire de la Nouvelle-Zélande et du Pacifique, avec un accent particulier sur les régions d'Otago et de Southland. Ouverte au grand public, elle constitue un des centres de recherche historique les plus importants du pays.

## Histoire
La bibliothèque a son origine dans la philanthropie du docteur Thomas Hocken (en) (1836-1910), qui a confié en 1897 son importante collection privée à l'Université pour la mettre à disposition du public néo-zélandais. Celle-ci n'est cependant devenue accessible au grand public qu'en 1910, dans une aile du Musée d'Otago (en). Hocken était trop malade pour assister à l'inauguration le 23 mars 1910 (62e anniversaire de la fondation de Dunedin) et est mort deux mois après.
La bibliothèque est restée jusqu'en 1965 au Musée d'Otago (en), puis sa collection iconographique et une part de plus en plus importante de ses autres collections ont été abritées sur d'autres sites aux alentours de l'Université d'Otago (les collections iconographiques se trouvaient dans la bibliothèque centrale de l'Université). En 1980, toutes ces collections ont été rassemblées dans un nouveau bâtiment conçu par Ted McCoy (en), le Hocken Building (aujourd'hui renommé Richardson Building). Elles sont bientôt devenues trop importantes et une partie a été transférée sur un autre site sur Leith Street. L'ensemble a à nouveau été rassemblé en 1998 dans l'ancienne usine de l'Otago Co-operative Dairy Company sur Anzac Avenue, à l'est du campus principal. En 2005 il a été renommé Hocken Collections.

## Collections de la bibliothèque

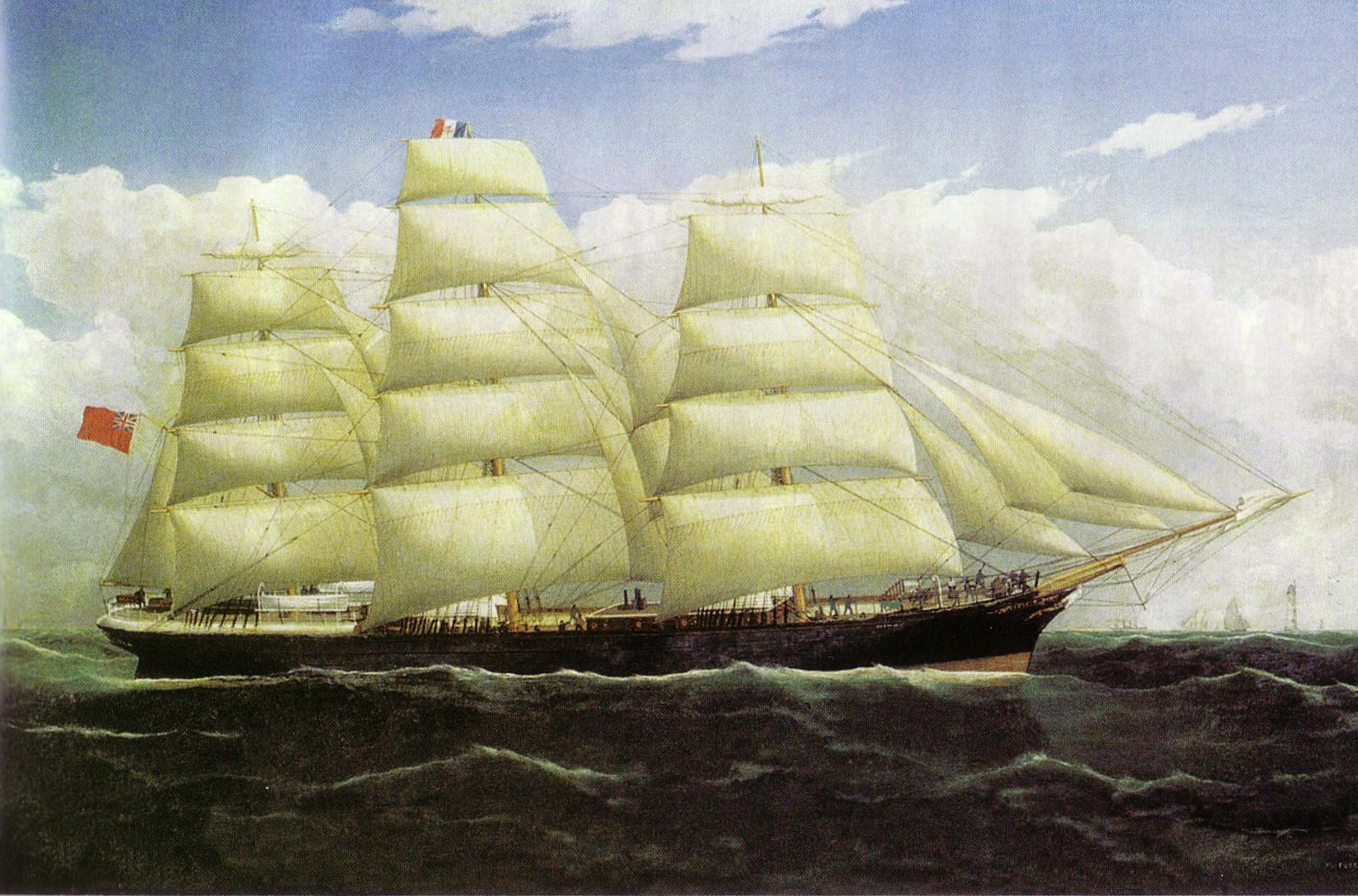
Le trois-mâts frigorifique Dunedin en 1875 ou 1876. Huile sur toile de Frederick Tudgay (1841-1921), 47x77cm.

La bibliothèque possède la plus grande collection de manuscrits, de cartes et de photographies anciennes sur l'histoire de la région d'Otago, ainsi que plusieurs collections en rapport avec l'ensemble du pays. On y trouve notamment les lettres et journaux du missionnaire Samuel Marsden (1765-1838) et les archives néo-zélandaises de la Church Mission Society. On y trouve également les archives publiques et privées de personnalités importantes d'Otago, comme celles des poètes James K. Baxter et R. A. K. Mason (en), ainsi que les écrits politiques de nombreux chefs de la communauté et un important ensemble de photographies du studio Burton Frères (en) (1866–1914). Elle possède aussi une collection complète d'enregistrements et de partitions néo-zélandaises (dont beaucoup en rapport avec la scène rock de Dunedin) et une grosse collection d'art néo-zélandais. Son étage supérieur comporte une galerie d'art régulièrement utilisée pour présenter des expositions artistiques, soit d'œuvres des collections, soit d'artistes en résidence à l'université d'Otago.
La bibliothèque est membre du Pacific Manuscripts Bureau.